# Mudanya
Mudanya là một huyện thuộc tỉnh Bursa, Thổ Nhĩ Kỳ. Huyện có diện tích 334 km² và dân số thời điểm năm 2007 là 62369 người, mật độ 187 người/km².